# East Keal
East Keal è un villaggio e parrocchia civile dell'Inghilterra, appartenente alla contea del Lincolnshire.